# Chignon

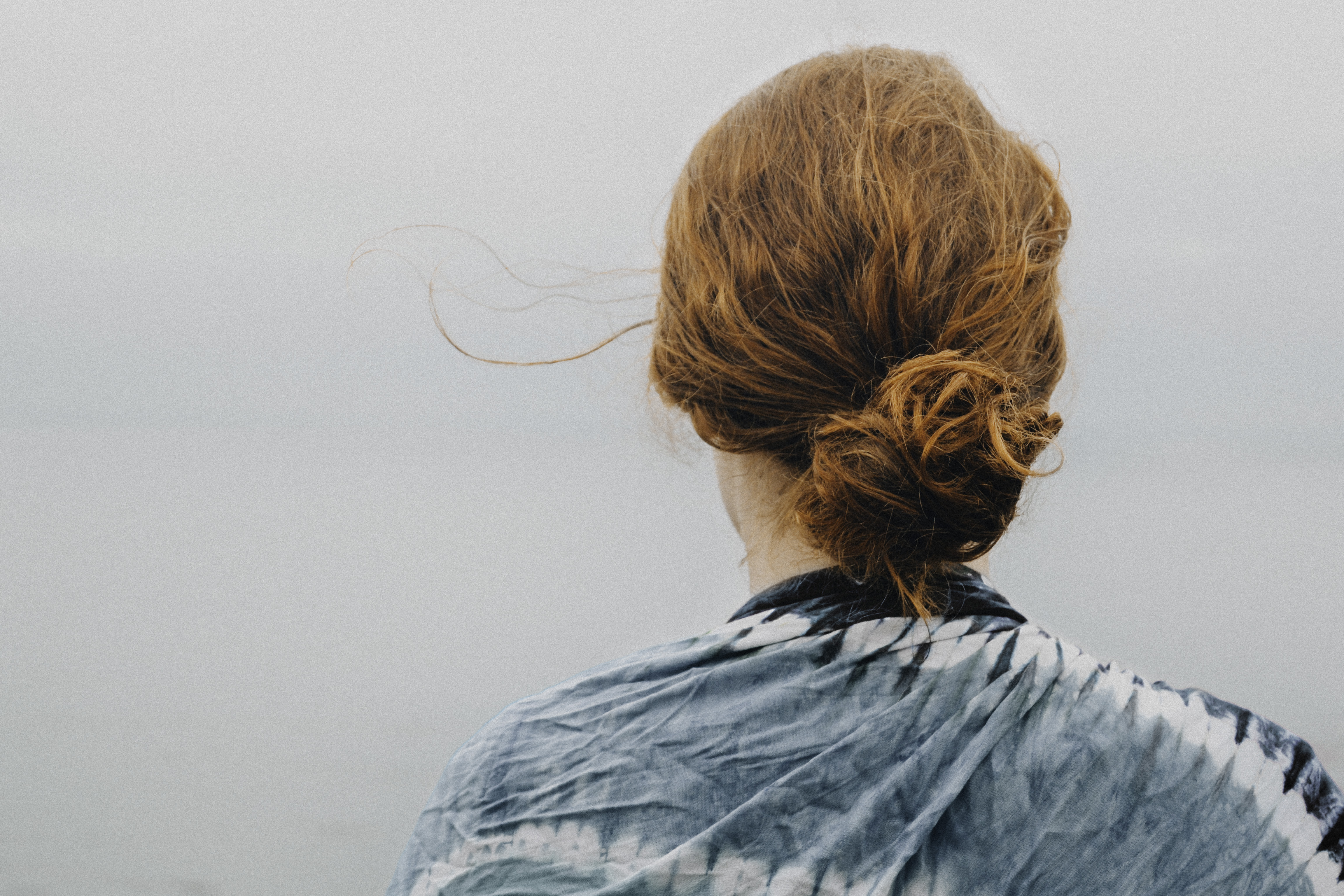
Een basisknot bij iemand met rood haar

Een chignon (Frans), ook wel een knotje, dotje of wrong genoemd, is een kapsel waarbij het haar wordt gedragen in een knot op het achterhoofd of in de nek. Het woord chignon is Frans. 'Chignon du cou' betekent 'knot van de nek'.
Chignons worden meestal gemaakt door het haar op te steken in een knot in de nek, maar er zijn veel verschillende stijlvariaties. Ze worden veel gedragen bij speciale gelegenheden zoals bruiloften en dergelijke, maar een basisknot is dagelijkse haardracht voor veel mensen met lang haar.

## Geschiedenis
De chignon werd gedragen in de Griekse oudheid. Atheense vrouwen droegen het vaak met gouden of ivoren haarspelden. De chignon was specifiek voor Athene. Andere stadstaten, zoals Sparta en Cyprus, hadden een eigen haarstijl. De chignon was ook populair in de Chinese oudheid, waar gehuwde vrouwen een lage chignon droegen. In de pruikentijd werden chignons op de pruik gemaakt.

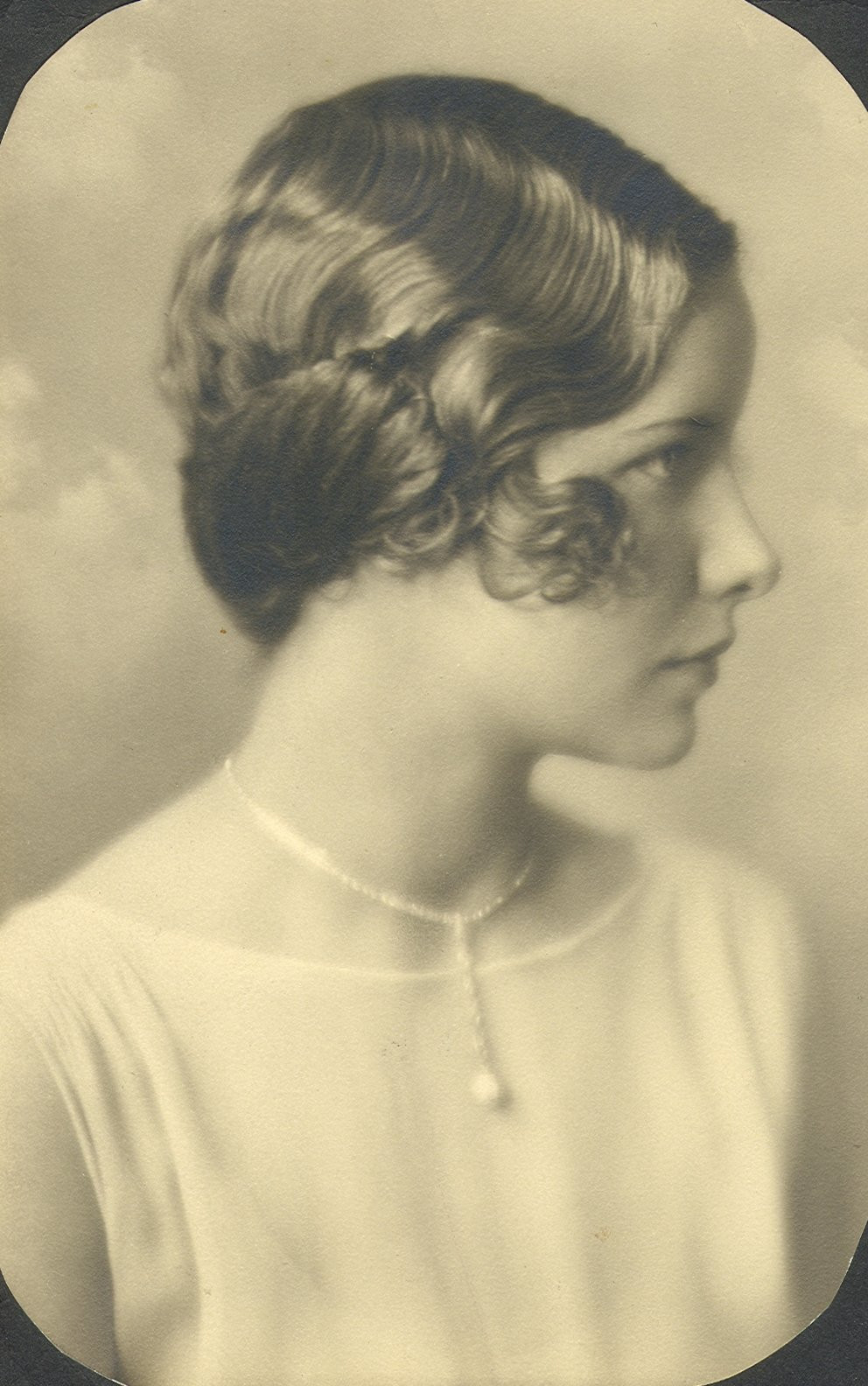
Chignon uit de jaren '20
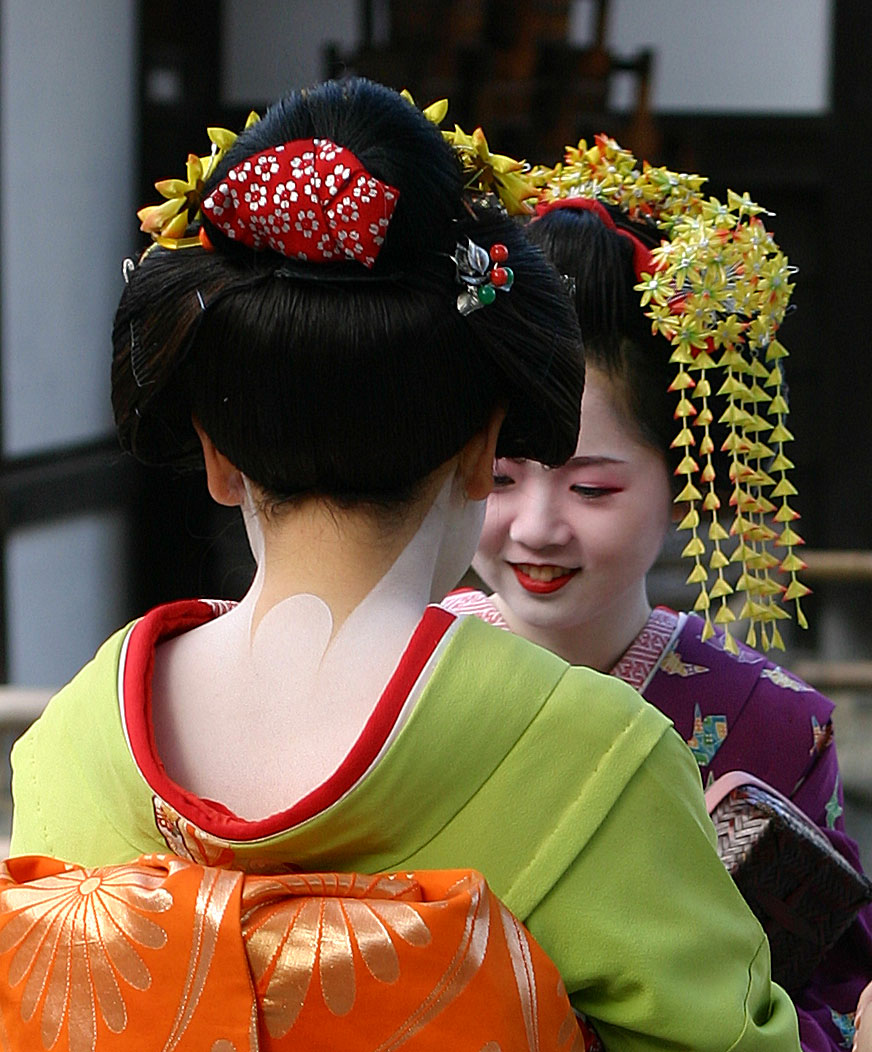
Chignon van geisha's
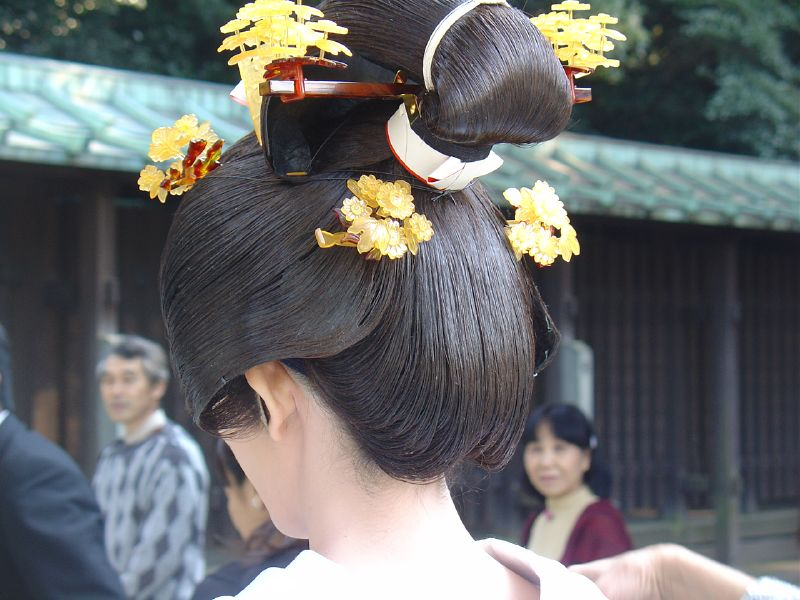
Chignon van geisha's, op de rug gezien
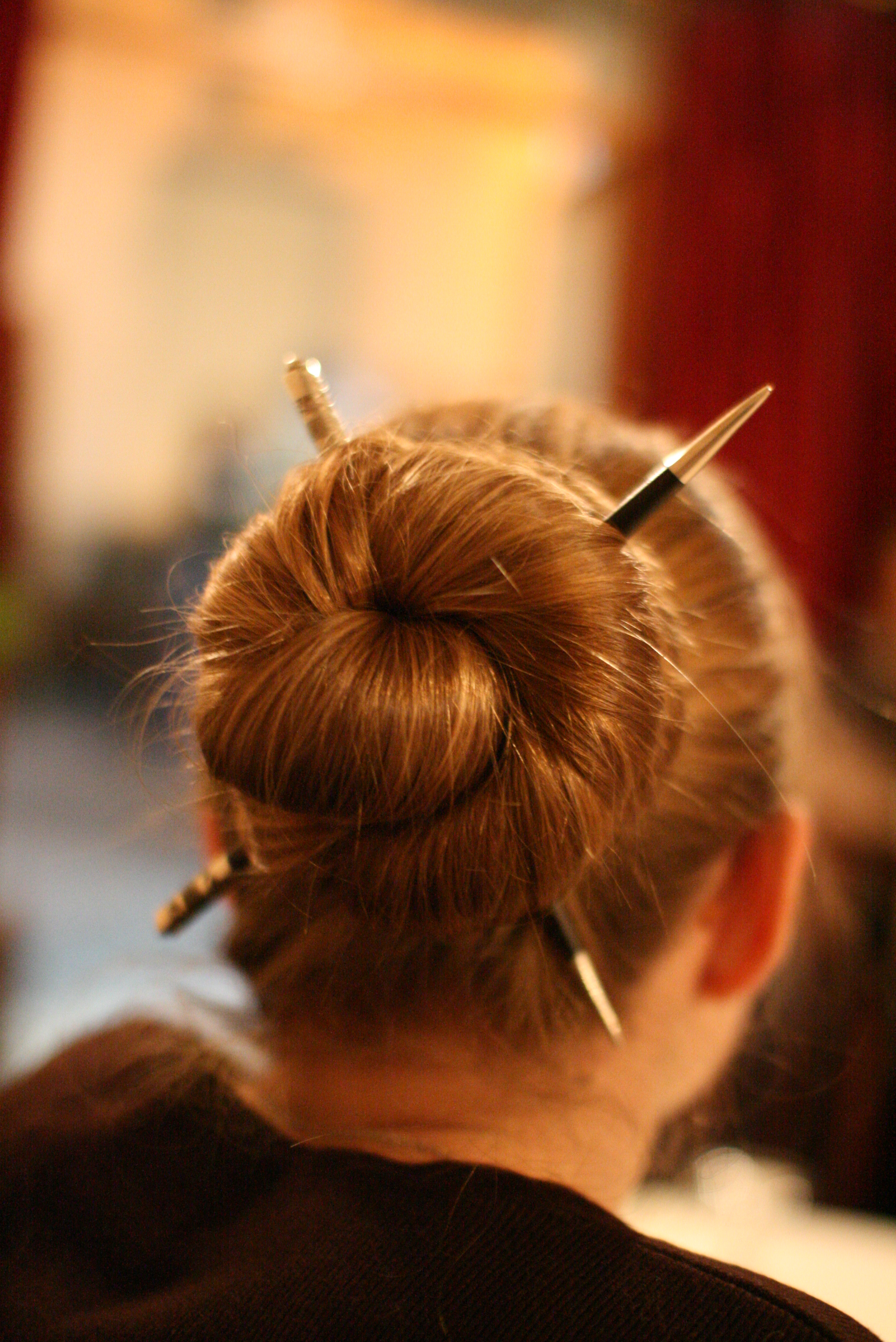
Chignon met stokjes
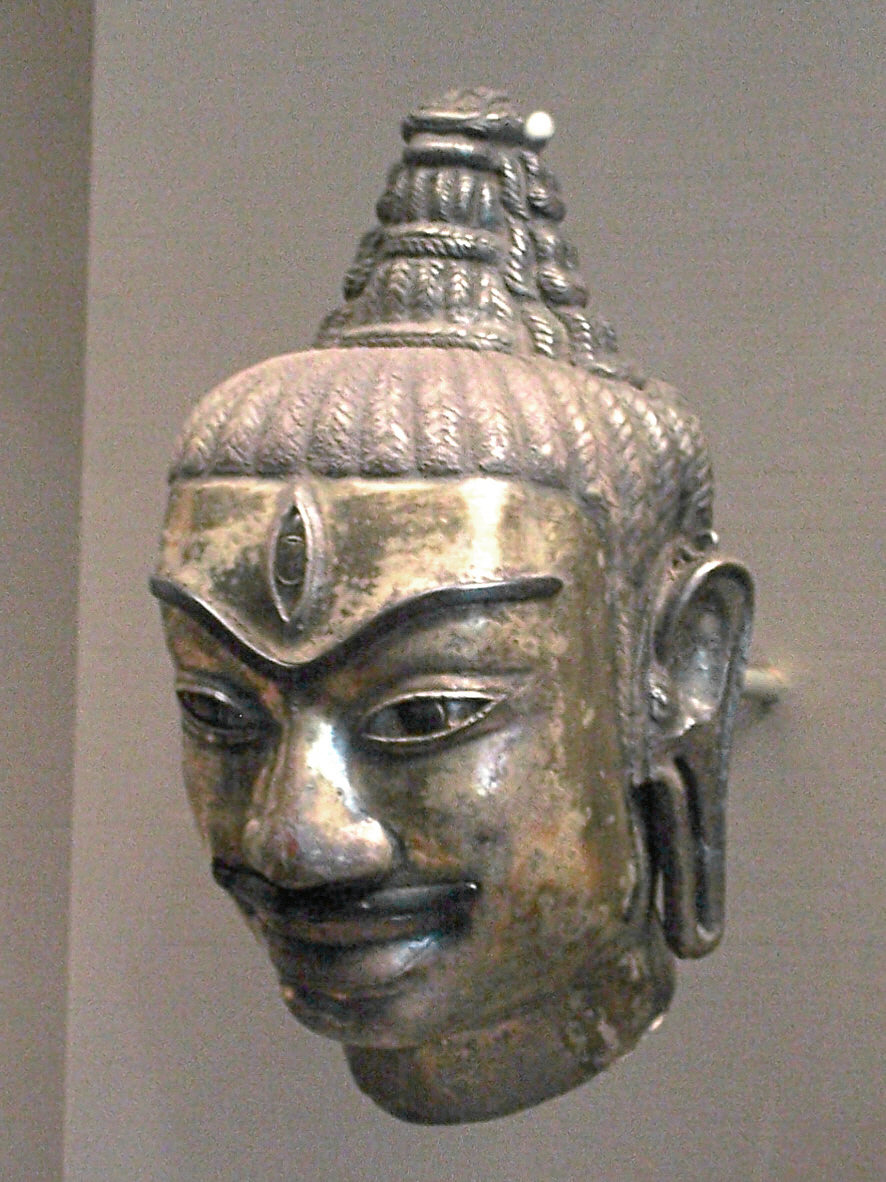
De god Shiva draagt een chignon
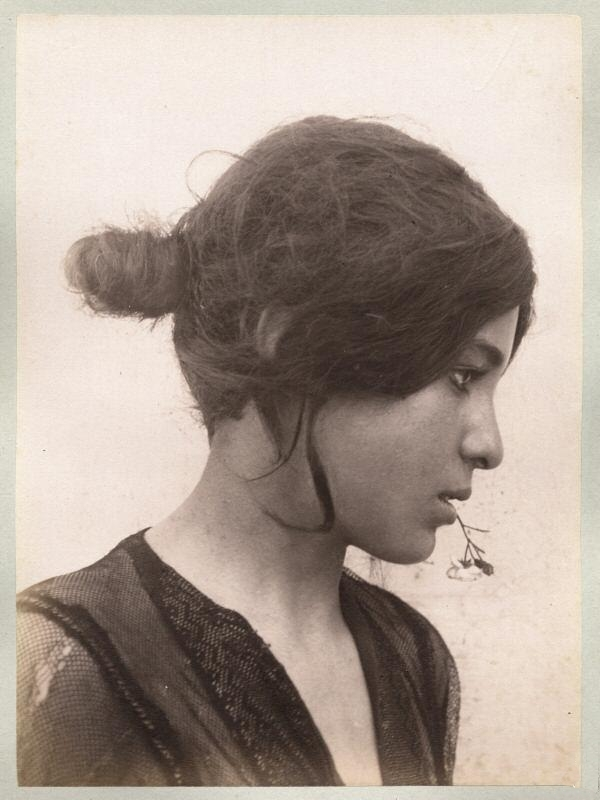
Een jongen met chignon in (ongeveer) 1900
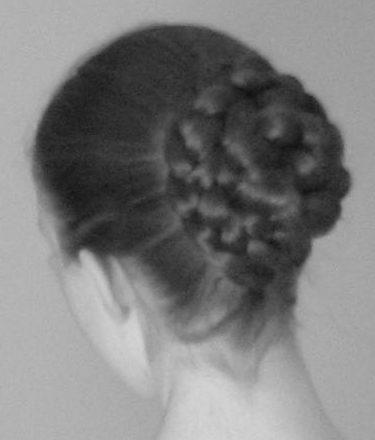
Chignon